# Xã Leipzig, Quận Grant, Bắc Dakota
Xã Leipzig (tiếng Anh: Leipzig Township) là một xã thuộc quận Grant, tiểu bang Bắc Dakota, Hoa Kỳ. Năm 2010, dân số của xã này là 39 người.